# Олена, велика княгиня

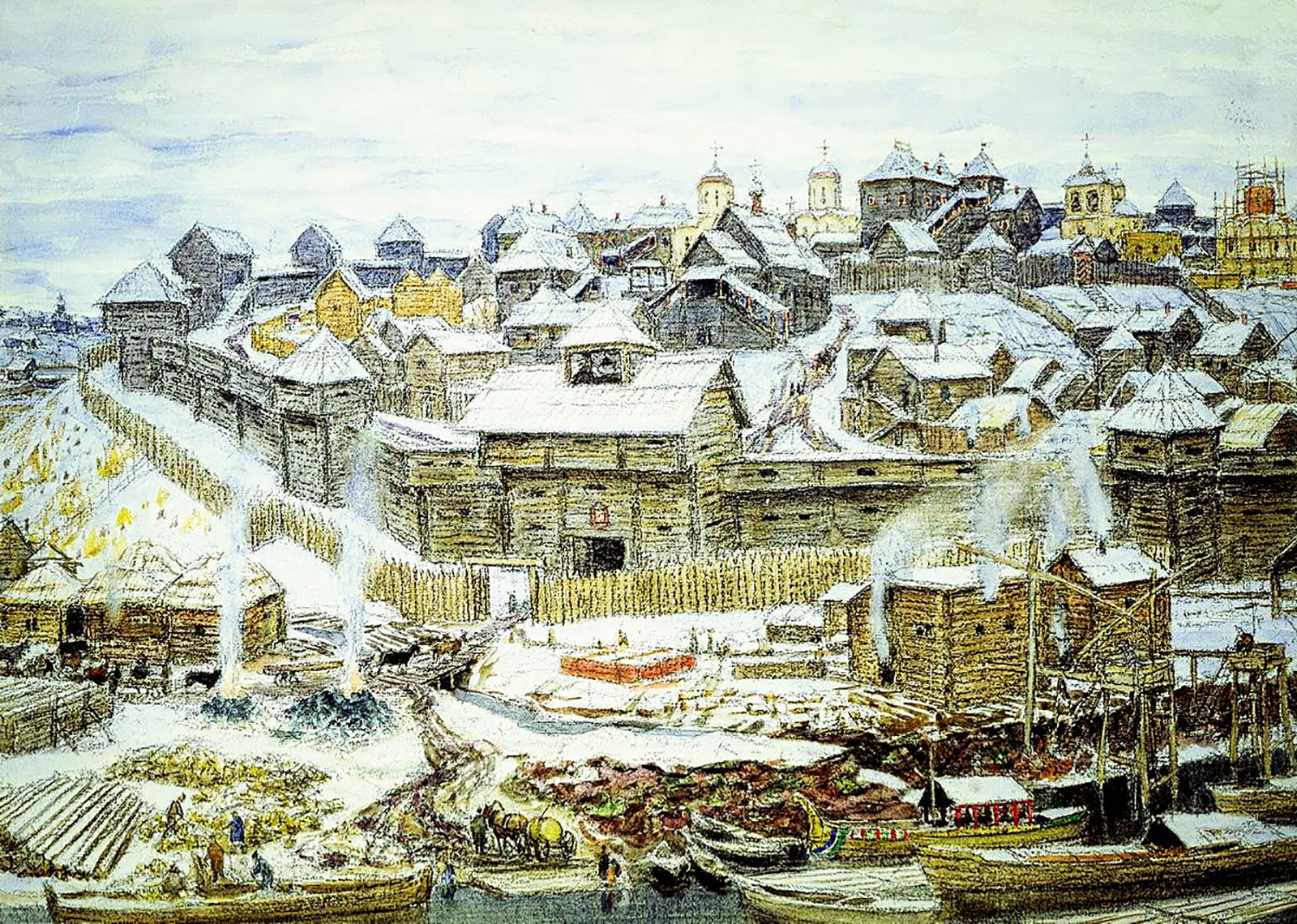
А. Васнецов. Кремль за Івана Калити

Олена, Соломоніда († 1 березня 1331) — велика княгиня-черниця, перша дружина князя Московського та Великого князя Володимирського Івана I Калити.

## Біографія
Звідки була родом Олена — невідомо. За деякими даними, вона була дочкою смоленського князя Олександра Глібовича. У миру носила ім'я Олена, у чернецтві — Соломоніда. Не збереглися також дані про рік її народження та дату весілля з Іваном Калитою.
Називалася великою княгинею — черницею. Померла 1 березня 1331, прийнявши перед кончиною чернечий постриг.
У шлюбі з Іваном I Калитою народила 8 дітей: 4 сини і 4 доньки:
1. Симеон Гордий, (1318–1353)
2. Данила, (народився у 1320 — помер у ранньому віці)
3. Іван II Красний, (30 березня 1326 — 13 листопада 1359)
4. Андрій (липень 1327 — 27 квітня 1353)
5. Марія (померла у 1365), у шлюбі з 1328 за Костянтином Васильовичем (князем Ростово-Борисоглебським).
6. Євдокія (1314–1342), одружена з князем Ярославським Василем Давидовичем Грізні Очі
7. Феодосія, була одружена з Білозерським князем — Федором Романовичем.
8. Феотінія

Залишила вдівцеві—князю трьох малолітніх синів: 13—річного Симеона, 5—річного Івана та 3—річного Андрія.
Поховали княгиню Олену в стінах собору Спаського монастиря Москви.
Вмираючи, в лютому 1340 Іван Калита заповідав другій дружині Уляні з «меншими дітьми» міста та села, а також золото першої дружини Олени:
А що золото княгині мое Оленине, а то єсмь дав дочці своєї Феотіньі, 14 обручі та намисто матері її, намисто нове, що єсмь скував…
Під 1332 Рогозький літописець повідомляє: «Того ж літа вдруге оженився князь великий Іван Данилович». Другою дружиною князя стала Уляна.